# Prefeitura de Tel Aviv
Prefeitura de Tel Aviv (em hebraico:  בית עיריית תל אביב Beit Iriyat Tel Aviv) é o centro do governo municipal de Tel Aviv, Israel. Abriga o gabinete do prefeito, as câmaras de reunião e os escritórios da Câmara Municipal de Tel Aviv .

## História

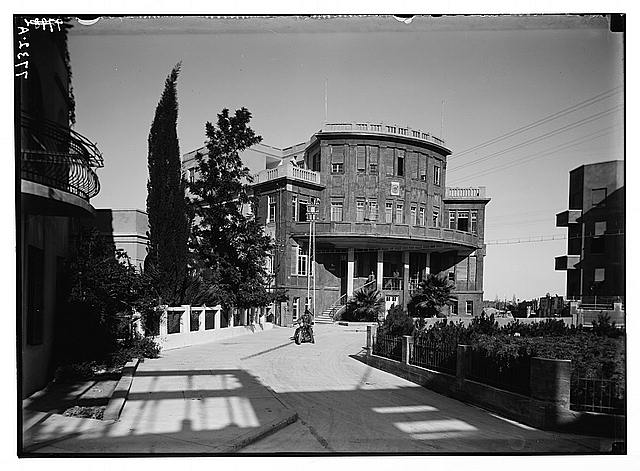
Antiga prefeitura de Tel Aviv, década de 1930.

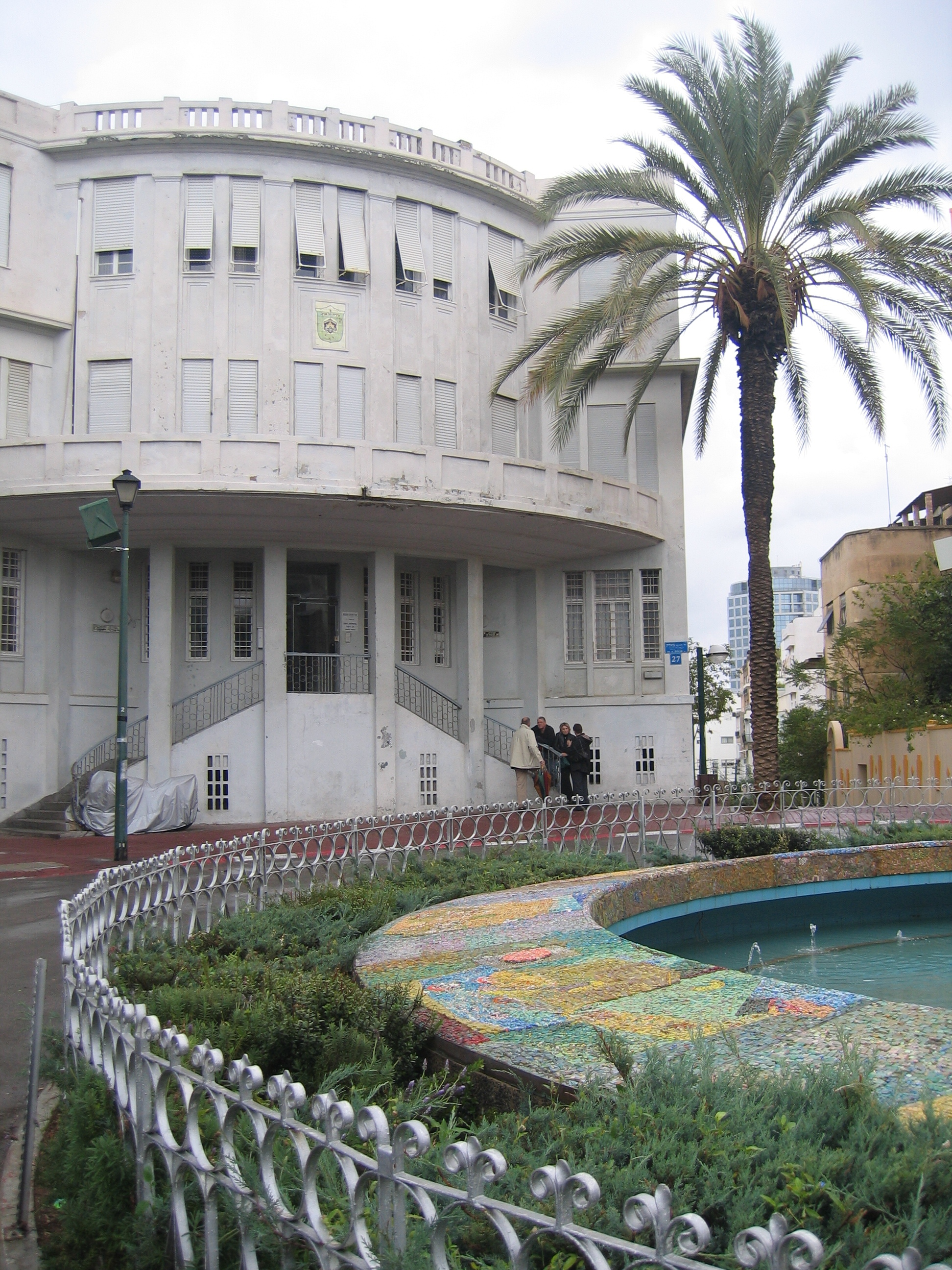
Prefeitura histórica restaurada, 2007.

O município de Tel Aviv foi inicialmente localizado no Rothschild Boulevard. Quando foi necessário mais espaço para escritórios, o município alugou um hotel na Rua Bialik, perto da casa do poeta nacional Chaim Nachman Bialik, construído pela família Skora em 1924. O hotel foi inaugurado em 1925, mas foi considerado não lucrativo devido à falta de turistas. Em 1928, o município comprou o hotel. Mais tarde, abrigou um tribunal no térreo.
Uma nova prefeitura foi projetada na década de 1950 pelo arquiteto Menachem Cohen, no estilo brutalista. A grande praça ao pé do edifício, primeiro chamada de Praça dos Reis de Israel e renomeada para Praça Rabin em 1995, foi projetada como uma área central para eventos públicos e cerimônias. Está localizado na Rua Ibn Gabirol.
Em 1972, o antigo edifício Skora foi convertido em um museu para a história de Tel Aviv. Em 2006, o município contratou um escritório de arquitetura para realizar as obras de restauração do prédio.